# 千坂紗雪
千坂 紗雪（ちさか さゆき、2000年（平成12年）1月6日 - ）は仙台放送の女性アナウンサー。

## 経歴・人物
宮城県大崎市田尻出身。宮城県古川高等学校を経て、明治大学政治経済学部を卒業。大学時代は明治大学硬式野球部のマネージャーを4年間していた。
2022年、仙台放送入社。
仙台放送のアナウンサーで地元宮城県出身者が入社するのは1992年入社の岡田明子（現・佐藤明子）以来30年ぶりとなる。